# Буковски манастир
 Тази статия е за манастира в Северна Македония.  За манастира в България вижте Голямобуковски манастир.  
Буковският манастир „Свето Преображение Господне“, още „Свети Спас“ или „Свети Сотир“, е православен манастир в Северна Македония, днес в диозеца на Македонската православна църква – Охридска архиепископия. Разположен е между селата Кърстоар (Кръстофор) и Буково на 6 km от Битоля.

## История
В двора на манастира има няколко мраморни паметника, а именно: фрагмент от колона, част от прозорец, вграден в конака на манастира, мраморна основа и малка мраморна колона. На това място вероятно е имало раннохристиянска базилика.
Манастирът първоначално има монаси, но след 50 години по-късно монашеският живот замира и управлението е поето от миряни от Битоля. Манастирската църква е построена през 1837 година в центъра на оградения минастирски двор.
Атанас Шопов посещава Буковския манастир и в 1893 година пише:
| „ | Същият манастир не представлява нещо особно. Той е една малка селска църквица, която е служила за богомолен дом на селата Кърстофор и Буково. Около църквицата има няколко дъсчени и разнебитени стаи, в които през лятото пребивават по няколко деня някои граждани за променение на въздуха. Нито един монах. Селският свещеник дохожда от време на време и служи в църквата. Може да се каже, че манастирят е красивата сенчеста местност със студената си вода, а не невзрачната селска църквица... Преди години всичките кърстофорски християни са признали ведомството на родното си духовно началство. Естественото и справедливото е било и манастирят им да влезе под духовното ведомство на Екзархията. Но това право им се е оспорило и манастирът е завладян от Битолската гръцка митрополия. Така щото, християните, отказани от гръцката митрополия, са се лишили и от църквата си. Завожда се процес. Християните искат църквата си, а митрополията отговаря, че тя е била тяхна собственост додето са признавали нейното духовно ведомство. Въобще гръцките митрополии считат за свои всичките обществени учреждения, които са направени с тяхно благословение или освещение... Същото е станало и с Кърстофорския манастир, който при всичко че се намерва край селото Кърстофор и е правен от кърстофорските християни днес е в ръцете на битолските гъркомани, по единствената причина, че селото е признало духовното ведомство на Екзархията. | “ |

По време на гръцката въоръжена пропаганда в Македония от 1904 до 1908 година Буковският манастир заедно с гъркоманското Буково е главна база на андартите в Пелагония.

## Описание
Като качество на градежа храмът е една от най-представителните в подпелистерския район. В архитектурно отношение представлява комбинация между трикорабна базилика и вписан кръст с купол, който се издига в централната част на храма. На изток има седемстранна апсида. На южната и северната стена има по четири праволъгълни прозореца. Входовете са от юг, запад и север. Над западния е издялан дълъг надпис, който дава годината на изграждането – 1837.
В интериора трите кораба са разделени от два реда от по четири масивни стълбове, оформени от по 10 и 12 каменни пръстени, свързани помежду си с арки. Куполът е на четири пандантифа. Осветлението от осемстенния барабан е осигурено чрез прозорци.
Вътрешността на църквата никога не е била изписвана, но нейният интериор е изпълнен с дърворезба: иконостас, две табла, поставени в западната стена и един сандък, където се съхраняват свещеническите одежди. Иконостасът е от три, а в централната част от четири реда колони. В него са вградени дялове от по-стар иконостас. В църквата има много икони от XIX век и началото на XX век – датират от 1862, 1881, а част от 1908 г. Тези икони по стиловите си белези са дело на местни зографи. В църквата има и една стара икона изработена от неизвестен зограф през XVIII век. Заради гъстата гора и околна благоприятната микро климат в околностите на манастира, жителите на Битоля и околностите редовно посещават този манастир.